# تاوريزانو
تاوريزانو (بالإيطالية: Taurisano)‏ هي بلدية في مقاطعة ليتشي في إقليم بوليا الإيطالي.

## السكان
في سنة 1861 بلغ عدد السكان 2٬293 نسمة، وتطور العدد ليصل في سنة 2011 لـ 12٬643 نسمة.
يظهر هذا المخطط البياني تطور النمو السكاني لـ تاوريزانو

## توأمة
لتاوريزانو اتفاقيات توأمة مع:
- فريجينال دي لا سايرا

## أعلام
- لوتشيليو فانيني